# 博蒙地区拉萨勒
博蒙地区拉萨勒（法語：La Salle-en-Beaumont）是法国伊泽尔省的一个市镇，位于该省东南部，属于格勒诺布尔区。该市镇总面积9.26平方公里，2009年时的人口为297人。

## 人口
博蒙地区拉萨勒人口变化图示